# FixMinOpgave
FixMinOpgave.dk var en kontroversiel internettjeneste, der tilbød at skrive opgaver for studerende på gymnasiale og videregående uddannelser imod betaling. Tjenesten blev etableret af Frederik Drews og Nicklas Segatz Mortensen i 2017,  og den modtog dagligt omkring 200 henvendelser fra studerende i slutningen af maj samme år. Forbrugerombudsmanden forbød tjenesten den 23. maj 2018, og Sø- og Handelsretten opretholdt forbuddet i en kendelse afsagt syv dage senere. I november 2018 blev virksomheden bag, En bedre fremtid IVS, sendt til tvangsopløsning af Erhvervsstyrelsen.

## Produkter
Det var muligt at bestille diverse gymnasie- og universitetsopgaver, herunder eksamensopgaver og bachelorprojekter. Derudover blev der udbudt korrekturlæsning, kvote 2-ansøgninger, tekstforfatning og oversættelser. Bestilling foregik ved, at kunden angav en bestemt opgavetype, karakter og deadline; prisen beregnedes ud fra disse tre faktorer. I oktober 2017 kostede et 12-tal for en SRP-opgave omtrent 7000 kroner.
Ifølge tjenesten udarbejdedes opgaverne af studerende og studenter. Stifteren af tjenesten udtalte, at han takkede nej til flere undervisere, der tilbød at arbejde for tjenesten, og at en række forældre kontaktede tjenesten på vegne af sine børn.

## Kritik
FixMinOpgave blev kritiseret af foreningerne Danske Gymnasieelevers Sammenslutning og Danske Gymnasier samt en række politiske partier. I juni 2017 var der politisk flertal for et forbud; flertallet bestod af Venstre, De Konservative, Socialdemokratiet, Dansk Folkeparti og Socialistisk Folkeparti. Undervisningsminister Merete Riisager var oprindeligt imod et forbud, men ændrede mening i januar 2018.
| „ | Hvorfor skal folk bedømmes på fag, de ikke skal bruge på en videregående uddannelse? Lige nu mister vi mange specialister, fordi de fik dårlige karakterer i fag, de alligevel ikke skal bruge til deres drømmeuddannelse. De karakterer bør ikke regnes med i det snit, man søger ind på drømmeuddannelsen med. | “ |
|   | — Frederik Drews, Berlingske.dk den 10. maj 2017 |   |

I maj 2018 nedlagde Forbrugerombudsmanden, Christina Toftegaard Nielsen, et midlertidigt forbud mod internettjenesten. Firmaets ledelse risikerer bødestraf eller indtil fire måneders fængsel, hvis forbuddet overtrædes. Firmaets stifter valgte at sælge tjenesten til et engelsk selskab i et forsøg på at omgå forbuddet. Forbrugerombudsmanden har dog udtalt, at der også er nedlagt forbud mod den engelske del. Sagen blev indbragt for Sø- og Handelsretten, der den 30. maj bestemte, at forbuddet fortsat skulle stå ved magt.
| „ | Fixminopgave tilbyder hjælp til snyd, og det er efter min opfattelse i strid med god skik. Uddannelserne skal dygtiggøre eleverne, og derfor harmonerer det ikke med formålet med vores offentligt finansierede uddannelser at skrive deres opgaver. Det er aktiviteter, som efter min opfattelse er ganske uetiske. | “ |
|   | — Forbrugerombudsmanden, Christina Toftegaard Nielsen, DR.dk den 25. maj 2018 |   |

## Øvrig omtale
I 2018 fulgte DR tjenestens stifter, Frederik Drews, i dokumentaren 12-tal til salg på tv-kanalen DR3.